# Lire vaticane
La lire vaticane a été la monnaie officielle de la cité du Vatican du 11 février 1929, jusqu'à l'introduction de l'euro en 2002.

## Historique
De 1866 à 1870, sous Pie IX, le Vatican, dénommé alors les États pontificaux, commence à émettre la lire, en remplacement du scudo.
À partir de 1929, la lire vaticane peut de nouveau être émise, et constitue une partie de la lire italienne, selon les accords du Latran conclus avec l'Italie. Les pièces de monnaie et les billets italiens et saint-marinais étaient également valables sur le territoire de la cité du Vatican. Les pièces de monnaie, spécifiques au Vatican, étaient émises par l'Istituto Poligrafico e Zecca dello Stato (IPZS) à Rome.
À partir de 1997, le cardinal américain Edmund Casimir Szoka évoque la possibilité de remplacer la lire vaticane par l'euro.